# 細谷治嘉
細谷 治嘉（ほそや はるよし、1912年（大正元年）9月21日 - 1997年（平成9年）1月19日）は、昭和から平成初期の労働運動家、政治家。衆議院議員（9期）、大牟田市長（2期）、福岡県議会議員。従三位。勲一等。

## 略歴
千葉県長生郡白子町に生まれる。1933年横浜高等工業学校（現横浜国立大学工学部）応用化学学科を卒業。同年、三井化学三池染料工業所に勤務。三井化学労働組合委員長、全日本化学労働組合委員長を務めた。
1947年福岡県議会議員に選出され2期在任。1955年、大牟田市長選挙に出馬し現職の田中忠蔵を、305票差で破り初当選。1959年、再選。1962年、次回の選挙の不出馬を表明。
1963年、第30回衆議院議員総選挙福岡3区に日本社会党から出馬し、初当選。以後9期連続当選。1977年12月、衆議院石炭対策特別委員長。1988年8月、衆議院本会議で永年在職議員として表彰される。1990年2月、第39回総選挙に出馬せず息子の細谷治通が地盤を引き継ぐ。同年4月、勲一等瑞宝章を受章する。1997年、死去。

## 親族
- 子息 細谷治通（衆議院議員）[1]